# Luuk (Sulu)
Luuk, officieel de gemeente Luuk, is een 3e klas gemeente in de Filipijnse provincie Sulu. Volgens de volkstelling van 2015 heeft het een bevolking van 32.162 mensen.
Op 14 juli 2007 werden 8 van de barangays gevormd in de afzonderlijke gemeente Omar, Sulu.

## Barangays
Luuk is politiek onderverdeeld in 12 barangays.

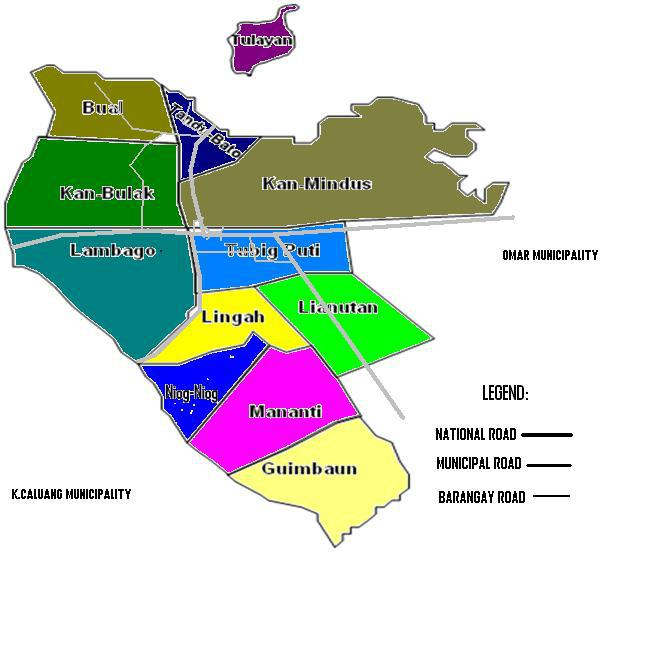
Political map of Luuk

- Bual
- Guimbaun
- Kan-Bulak
- Kan-Mindus
- Lambago
- Lianutan
- Lingah
- Mananti
- Niog-niog
- Tandu-Bato
- Tubig-Puti
- Tulayan Island